# Chronik von Monemvasia
Als Chronik von Monemvasia (oder Monembasia mittelgriechisch Το χρονικόν της Μονεμβασίας) wird eine byzantinische Chronik bezeichnet.
Das Werk behandelt knapp die Zeit vom Ende der Regierung Justinians I. bis in die Herrschaftszeit Nikephoros’ I.; später kamen Ergänzungen bis 1339 hinzu. Die Chronik entstand in Monemvasia auf der südlichen Peloponnes, doch ist die Datierung sehr umstritten. Vorschläge reichen vom Beginn des 10. bis ins frühe 11. Jahrhundert.
Der unbekannte Autor (den Johannes Koder versucht hat, mit Arethas von Kaisareia gleichzusetzen) zeigt ein besonderes Interesse für die Region Patras, die im Zentrum der Handlung steht. Die Chronik ist eine wichtige Quelle bezüglich der Landnahme der Slawen auf dem Balkan, doch ist die Glaubwürdigkeit vieler Aussagen umstritten. Die diesbezügliche Notiz, die Slawen hätten vom Jahr 586/7 an die Peloponnes 218 Jahre lang beherrscht und besiedelt, auf die Jakob Philipp Fallmerayer seine These stützte, die modernen Griechen seien hellenisierte Slawen, wurde in der Forschung lange kontrovers diskutiert. Heute neigt die Mehrheit dazu, diese Information für zutreffend zu halten.
Überliefert ist die Chronik in sechs Handschriften aus dem 16. Jahrhundert.

## Ausgaben
- Cronaca di Monemvasia. Introduzione, testo critico e note. Hrsg. von Ivan Duicev. Palermo 1976. (mit italienischer Übersetzung)
- Paul Lemerle: La chronique improprement dite de Monemvasie: le contexte historique et légendaire. In: Revue des Études Byzantines 21, 1963, S. 5–49. (Teilausgabe mit Kommentar und französischer Übersetzung)